# Andrej Kolmogorov
Andrej Nikolajevič Kolmogorov (rus. Андре́й Никола́евич Колмого́ров) (Tambov, 25. travnja 1903. – Moskva, 20. listopada 1987.), veliki ruski matematičar.
Rođen je 25. travnja 1903. godine u Tambovu, ruskom gradu u kojem se zatekla njegova majka Marija Jakovljevna Kolmogorova, ostajući s prijateljima prilikom povratka iz Krima. Njegovi roditelji nisu bili formalno vjenčani. Njegova sestra Marita Jakovljevna umrla je prilikom porađanja, a njega je odmah usvojila teta Vjera Jakovljevna Kolmogorova, koja je bila brižna maćeha, puna ljubavi prema svom usvojenom sinu Andreju sve do svoje smrti 1950. godine, do kada je imala priliku vidjeti neka od njegovih velikih dostignuća.
Studirao je na Moskovskom državnom sveučilištu Lomonosov. Područja kojima se bavio su: teorija vjerojatnosti, topologija, intuitivna logika, turbulencija, klasična mehanika, matematička analiza i dr.
Dobio je brojne nagrade kao što su: Orden SSSR-a (1941.), Nagrada Balzan (1963.), Orden Lenjina (1965.), Wolfova nagrada (1980.), Nagrada Lobačevskog (1987.) i dr.
Andrej Kolmogorov je pokopan na moskovskom groblju Novodjevičji.